# Coyotes (série télévisée)
Pour les articles homonymes, voir Coyotes.
Coyotes est une série télévisée belge écrite par Vincent Lavachery, Axel Du Bus et Anne-Lise Morin , réalisée par Gary Seghers et Jacques Molitor et diffusée sur La Une.

## Distribution
- Louka Minnella : Kevin
- Dara Tombroff : Marie
- Kassim Meesters : Furet
- Sarah Ber : Mangouste
- Anas El Marcouchi : Mouss
- Victoria Bluck : Panda
- Philippe Jeusette : père Julek [1]
- Valérie Bodson  : mère de Marie
- Steve Driesen : Moyersoen
- Isabelle Defossé : Martine
- Léo Moreau : /

## Fiche technique
- Titre francophone : Coyotes
- Réalisation : Gary Seghers, Jacques Molitor
- Scénario : Vincent Lavachery, Axel Du Bus, Anne-Lise Morin[2]
- Sociétés de production : RTBF et Proximus[3]
- Pays d'origine :  Belgique
- Langue originale : français

## Épisodes
1. La Sirène[4]
2. Le Cadavre
3. Le Serment
4. Les Aveux
5. La Rupture
6. Le Deal